# Interferão alfa-2b
O interferão alfa-2b é um medicamento antiviral ou antineoplásico, que foi originalmente descoberto no laboratório de Charles Weissmann da Universidade de Zurique. Foi desenvolvido na Biogen e, posteriormente, comercializado pela Schering-Plough sob o nome comercial Intron-A. Tem sido utilizado para uma ampla gama de indicações, incluindo infecções virais e cancro.
Este medicamento é aprovado em todo o mundo para o tratamento da hepatite C crónica, hepatite B crónica, leucemia de células ciliadas, doença de Behçet, leucemia mielóide crónica, mieloma múltiplo, linfoma folicular, tumor carcinóide, mastocitose e melanoma maligno.
| Produtos de Interferão alfa-2b | Produtos de Interferão alfa-2b | Produtos de Interferão alfa-2b | Produtos de Interferão alfa-2b |
| Produto                        | Manufactura                    | Características                | Aplicação                      |
| ------------------------------ | ------------------------------ | ------------------------------ | ------------------------------ |
| Alpharona                      | Pharmaclon                     |                                |                                |
| Intron-A/IntronA               | Schering-Plough                |                                |                                |
| Realderon                      | Teva                           |                                |                                |
| Reaferon EC                    | GNC Vector                     |                                |                                |
| Reaferon EC-Lipint             | Vector-Medica                  | lipossomal                     |                                |
| Infagel                        | Vector-Medica                  | pomada                         |                                |
| Recolin                        | Vector-Medica                  |                                |                                |
| Altevir                        | Bioprocess subsidiary          | liquid, free of HSA            |                                |
| Kipferon                       | Alfarm                         | combinação com IgM, IgA, IgG   |                                |
| Giaferon                       | A/S Vitafarma                  |                                |                                |
| Genferon                       | Biocad                         |                                |                                |
| Opthalamoferon                 | Firn-M                         | com dimedrol                   | infecções nos olhos            |